# 망월사지
망월사지(望月寺址)은 대한민국 경기도 광주시 남한산성면, 남한산성 내에 있는 절터이다. 1987년 2월 12일 경기도의 기념물 제111호로 지정되었다.

## 개요
산성의 동문에서 북으로 난 작은 길을 따라 오르다보면 산 중턱보다 높은 곳에 넓게 펼쳐진 망월사터를 만나게 된다.
망월사는 남한산성내에 있는 9개의 사찰 중 가장 먼저 지어진 사찰로, 조선 태조 이성계가 한양에 도읍을 정할 때 한양의 장의사(壯義寺)를 허물고 불상, 금자화엄경, 금정 1구를 이곳으로 옮겨와 지었다고 한다. 망월사는 모두 불타버리고 90년부터 점차적으로 새로 짓고 있다. 현재의 자리가 망월사의 주요건물이 있던 자리이고 그 외의 터는 모두 밭으로 경작되고 있다.
남아있는 망월사의 흔적은 법당터를 마련하기 위해 산지의 경사진 곳에 쌓은 축대와 현 법당으로 오르는 계단의 석재, 그리고 건물의 초석이 몇 개 남아있을 뿐이다.

## 같이 보기
- 남한산성

## 참고 자료
- 망월사지 - 국가유산청 국가유산포털